# Sant Cristòfol de Siscar
Sant Cristòfol de Siscar és una església del nucli de Siscar o Ciscar, al municipi de Benavarri, a la Franja de Ponent.